# Revolta Ibérica de 197-195 a.C.
A Revolta Ibérica de 197-195 a.C. foi uma rebelião dos povos celtiberos nas novas províncias da Hispânia criadas pelos romanos para regularizar o governo da região contra a dominação romana no começo do século II a.C.
A partir de 197 a.C., a República Romana dividiu suas conquistas no sul e leste da Península Ibérica em duas províncias, a Hispânia Citerior e a Hispânia Ulterior, cada uma delas governada por um pretor. Apesar de várias causas terem sido propostas para o conflito, a mais aceita é que as mudanças administrativas e fiscais produzidas pela mudança teriam provocado a insatisfação das populações locais.
Depois do início da revolta na Hispânia Ulterior, Roma enviou os pretores Caio Semprônio Tuditano para a província Citerior e Marco Hélvio Blasião para a Ulterior. Pouco antes da revolta se propagar para sua nova província, Tuditano foi morto em combate. Blasião, por outro lado, conseguiu uma importante vitória na Batalha de Iliturgi. Com a situação se deteriorando, Roma enviou os pretores Quinto Minúcio Termo e Quinto Fábio Buteão com a missão de solucionarem o conflito. Apesar disto e a despeito de algumas vitórias, como na Batalha de Turda, na qual Quinto Minúcio capturou o general celtibero Besadino, os dois também não conseguiram resolver completamente a situação.
Foi então que roma decidiu enviar, em 195 a.C., o cônsul Marco Pórcio Catão à frente de um exército consular para sufocar definitivamente a revolta. Quando Catão chegou à Hispânia, encontrou a província Citerior em revolta, com as forças romanas controlando apenas umas poucas cidades fortificadas. Catão rapidamente estabeleceu uma aliança com Bilistages, o rei dos ilergetas, e teve o apoio de Públio Mânlio, o recém-nomeado pretor da Hispânia Citerior que chegou com a missão de ajudar o cônsul. Catão marchou pela Península Ibérica, desembarcou em Rode  e sufocou a revolta da população que ocupava o local. Em seguida, o exército marchou para Empório, onde ocorreu a maior batalha da guerra, contra um exército local numericamente muito superior. Depois de uma longa e difícil batalha, Catão finalmente conseguiu uma vitória total, provocando mais de 40 000 baixas nas fileiras inimigas. Depois desta grande vitória, a Hispânia Citerior caiu novamente sob o controle de Roma.
A Hispânia Ulterior, por outro lado, seguia em revolta e o cônsul teve que marchar até a Turdetânia para ajudar os pretores Públio Mânlio e Ápio Cláudio Nero. Catão tentou estabelecer uma aliança com os celtiberos, que estavam atuando como mercenários dos turdetanos e de cujo serviço necessitava, mas não conseguiu convencê-los a mudar de lado. Depois de uma demonstração de força — Catão marchou suas legiões através do território dos celtiberos —, finalmente Catão conseguiu que os celtiberos voltassem para suas terras. Porém, a submissão das tribos locais era apenas aparente e quando correu a notícia de que Catão havia voltado para Roma, a revolta reiniciou. O próprio cônsul tratou de sufocar a nova revolta, atuando com decisão e efetivamente, vencendo os revoltosos definitivamente na Batalha de Bérgio. Ao final, Catão vendeu os prisioneiros capturados como escravos e toda a população da província foi desarmada.

## Contexto

Mapa da conquista romana da Península Ibérica

No final do século III a.C., a Segunda Guerra Púnica já estava na reta final. Os generais cartagineses Magão Barca e Asdrúbal Giscão haviam se retirado para Gades, o que permitiu que Públio Cornélio Cipião (futuro "Africano") consolidasse sua posição no sul da Península Ibérica e cruzasse para a África para se encontrar com o rei númida Sífax, com quem ele já havia se encontrado antes, para forjar uma aliança contra Cartago.
Pouco tempo depois, Cipião ficou gravemente doente e, aproveitando a oportunidade, 8 000 legionários descontentes se amotinaram em Sucro. Este motim foi aproveitado pelos ilergetas e outros povos iberos para se revoltarem, incitados pelos líderes Indíbil, dos ilergetas, e Mandônio, dos ausetanos, contra os procônsules Lúcio Cornélio Lêntulo e Lúcio Mânlio Acidino. Depois de sufocar a revolta, Acidino retornou a Roma em 199 a.C., mas não recebeu a ovação que lhe foi concedida pelo Senado por oposição do tribuno da plebe Públio Pórcio Leca. Cipião se recuperou de sua enfermidade, acabou com o motim das tropas romanas e sufocou a revolta dos iberos. Indíbil foi morto em combate e Mandônio foi preso e executado.
Magão Barca e Asdrúbal Giscão deixaram Gades com seus barcos e tropas com destino península Itálica para ajudar Aníbal (veja raide no vale do Pó), o que significou a retirada completa das forças cartaginesas da região. Roma passou então a dominar toda a faixa de terra ao sul e sudeste da Península, que ia dos Pirenéus até ao Algarve pela costa mediterrânea. A vitória final dos romanos na Batalha de Zama (202 a.C.) marcou a conquista definitiva da Hispânia pelos romanos.
Durante as campanhas de Cipião na Hispânia, os chefes ibéricos que o haviam apoiado — e que desfrutavam de alguma estrutura política e certo poderio militar — consideravam que apenas uma relação pessoal com o "rex" Cipião os unia, sem nenhum dever adicional para com a República Romana. A reorganização da região nas duas novas províncias os levou às armas para defenderem sua autonomia. Outras causas já foram propostas para a revolta, como a morte de Indíbil e Mandônio ou, a mais aceita, os altos tributos cobrados das populações locais.

## Primeiros combates

Primeira divisão territorial da Hispânia depois da Segunda Guerra Púnica

Em 197 a.C., a República Romana dividiu suas novas terras no sul e leste da Península Ibérica em duas províncias, a Hispânia Citerior (costa leste, dos Pirenéus até Nova Cartago), posteriormente chamada de Tarraconense por causa de sua capital, Tarraco, e a Hispânia Ulterior (corresponde aproximadamente à moderna Andaluzia), com capital em Córduba, cada uma delas governada por um pretor. A transformação dos territórios em províncias provocou importantes mudanças na estrutura administrativa e tributária e a imposição do stipendium não foi aceita pelas tribos locais. O resultado foi que, mal havia acabado a Segunda Guerra Macedônica, irrompeu na região uma grande revolta.
As novas províncias precisavam de seus governadores e Roma rapidamente enviou Caio Semprônio Tuditano para a Hispânia Citerior e Marco Hélvio Blasião para a Hispânia Ulterior comandando um total de 8 000 soldados e 800 cavaleiros com ordens de renderem os veteranos e delimitarem as fronteiras provinciais. Quando Marco Hélvio chegou à sua nova província, deparou-se com uma grande revolta e imediatamente informou o Senado. Vários chefes locais haviam se revoltado, entre eles o rei Culcas, que comandava as forças de dezessete cidades, e o rei Luxínio, à frente das forças das cidades de Carmo e Bardo. Também haviam se unido à revolta as cidades de Malaca, Sexi e toda a Betúria.
Pouco tempo depois, a revolta se propagou para a Hispânia Citerior, onde Tuditano e muitos de seus soldados acabaram mortos em combate no final do ano de 197 a.C., deixando a província sem pretor no ano seguinte. É provável que o próprio Marco Hélvio tenha assumido também o controle na região até a chegada do novo pretor.
Quinto Minúcio Termo e Quinto Fábio Buteão foram os pretores eleitos para o ano de 196 a.C. para a Hispânia Citerior e Ulterior respetivamente. Eles receberam reforços na forma de duas legiões — 4 000 soldados e 300 cavaleiros cada — e tinham ordens de seguir rapidamente para as províncias para continuarem a guerra. Quinto Minúcio derrotou os revoltosos Budar e Besadino em um lugar desconhecido conhecido apenas como "Turda", infligindo 12 000 baixas entre as forças hispânicas e capturando Besadino. Esta vitória lhe valeu um triunfo em sua volta a Roma em 195 a.C..

## Vitória em Iliturgi
Por conta do relativo fracasso do pretor de 196 a.C. na Hispânia Citerior, o Senado declarou a região como uma "província consular", uma vez que seria necessária a intervenção de um exército consular para controlar a situação. Eleito cônsul em 195 a.C. juntamente com seu amigo Lúcio Valério Flaco, Marco Pórcio Catão recebeu, por sorteio a Hispânia Citerior. Além disto, foram eleitos os dois pretores das províncias Citerior e Ulterior, Ápio Cláudio Nero e Públio Mânlio respectivamente, cada um no comando das forças provinciais acrescidas, dada a gravidade da situação, de 2 000 soldados e 200 cavaleiros a mais. O cônsul, que não havia conseguido evitar a anulação da Lex Oppia, embarcou com suas tropas para a Hispânia Citerior com Públio Mânlio enquanto Ápio Cláudio seguiu para a Ulterior.
Marco Hélvio Blasião, apesar de já haver entregue o governo da província a seu sucessor, teve que permanecer na Hispânia devido a uma grave enfermidade. Já recuperado, com uma guarda de 6 000 soldados cedida pelo pretor Ápio Cláudio, foi atacado por 20 000 celtiberos perto de Iliturgi. Marco Hélvio conseguiu repelir os atacantes e os derrotou, infligindo cerca de 12 000 baixas ao inimigo. Iliturgi foi ocupada pelos romanos e a vitória valeu uma ovação a Marco Hélvio, concedida pelo Senado em 195 a.C. (ele não pôde celebrar um triunfo por ter lutado em uma província que correspondia a outro pretor). Ao chegar em Roma, dois anos depois do previsto, Marco Hélvio entregou ao Erário 14 732 libras de prata sem cunhagem, 17 023 de prata cunhada e 119 439 de prata da cidade de Osca. Tais quantidades de riquezas retiradas da Hispânia dão uma ideia do mal-estar provocado aos povos locais por conta das novas tributações.

## Chegada de Catão, o Velho

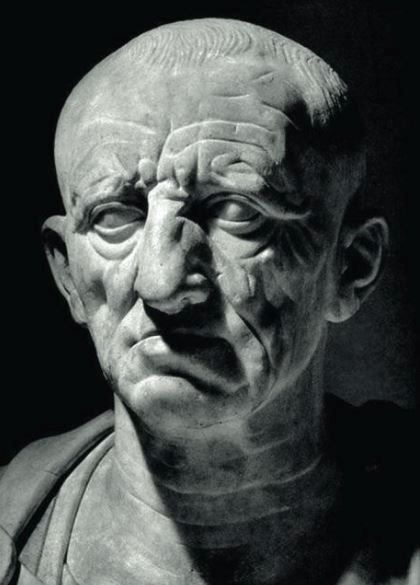
Busto de Catão, o Velho, o vitorioso general romano da Revolta Ibérica

Marco Pórcio Catão (conhecido como "Catão, o Velho") recebeu do Senado Romano um exército consular, composto por duas legiões, cerca de 8 000 soldados, 15 000 auxiliares e 800 cavaleiros, além de 20 quinquerremes para o transporte das tropas. A estas forças se somavam ainda, como reforços, os 2 000 soldados e 200 cavaleiros de cada um dos pretores, perfazendo um total de 50 000 homens nos três exércitos. Catão embarcou seu exército nos 25 navios (5 deles com tropas auxiliares) a partir de Porto Lunas (em latim: Portus Lunae), na Ligúria, e seguiu por mar pelo golfo de Leão até chegar à Hispânia, no norte da província Citerior. O exército romano desembarcou em Rode (em latim: Rhode), no golfo de Rosas, em junho de 195 a.C., derrotando no desembarque o exército nativo. Desde a chegada, Catão já encontrou uma situação bastante complicada, uma vez que só levava consigo cerca de 20 000 homens — o restante estava dividido entre os pretores.

### Cerco à cidadela
Os povoados ibéricos costumavam ser construídos no alto de morros (em castelhano:  "cerros") estratégicos a partir dos quais controlavam as rotas e estradas da região, o que lhes conferia uma grande vantagem contra seus inimigos; eram também circundados por muralhas, nas quais geralmente haviam torres e estava a porta da cidade.
| “ | A maioria [...] não foi concebida para rechaçar cercos formais, que nunca viriam, não apenas por que as fortificações exerciam um efetivo papel militar dissuasório mas também por que o atacante não teria nenhum interesse em cercar a cidade. Um assalto rápido ou de surpresa a uma fazenda, certo; uma entrada a tropel por uma porta aberta quando se perseguia um inimigo em fuga, de acordo [...], mas um cerco prolongado careceria de sentido na forma ibérica de entender a guerra [...] [para os ibéricos] mas valeria a pena voltar a saquear os campos e buscar a surpresa na primavera seguinte. | ” |
|   | — Fernando Quesada Sanz. |   |

A cidade caiu definitivamente em julho de 195 a.C.. Catão saqueou a cidade e deu combate aos locais, sufocando a resistência da guarnição ibérica situada em Puig Rom — a "acrópole de Rode", identificada como sendo a cidadela de Rosas.

## Chegada do exército romano a Empório
O exército romano desembarcou em seguida em Empório e Catão mandou de volta os navios a Massília com todos os suprimentos para forçar o seu exército a lutar:
| “ | Bellum se ipsum alet | ” |
|   | — Catão, o Velho.    |   |

Em português, "A guerra se alimenta a si mesma", frase pronunciada por Catão durante a guerra quando se negou a comprar suprimentos adicionais para seu exército. Lívio descreveu o que encontrou o exército romano ao chegar:
| “ | Empório era formada por duas cidades separadas por uma muralha. Uma habitada por gregos de Foceia, como os massílios, e outra por hispânicos. A cidade grega, próxima do mar, era rodeada por uma muralha de menos de 400 passos. A cidade hispânica, mais distante da costa, tinha uma muralha de 3 000 passos de perímetro [...] A parte da muralha de frente para o interior, bem fortificada, tinha apenas uma porta vigiada por um magistrado por turno. À noite, guardavam as muralhas um terço dos cidadãos [...] | ” |
|   | — Lívio, Ab Urbe Condita XXXIV.9. |   |

Catão iniciaria ali a difícil guerra contra um enorme exército hispânico. Ao chegar perto da cidade, os romanos receberam uma calorosa recepção por parte dos gregos.

### Encontro com os aliados ilergetas

Mapa etnográfico da Península Ibérica em mostrando os principais povos que habitavam a região antes da conquista romana

Neste ponto, chegaram ao acampamento romano três legados dos ilergetas, um dos quais era o próprio filho do rei Bilistages. Eles contaram ao cônsul que as cidades ilergetas estavam sendo atacadas e que, se não recebessem ajuda imediata, não aguentariam o cerco de suas principais fortalezas. Pediram pelo menos 3 000 soldados. Catão respondeu que entendia o perigo e a preocupação dos ilergetas, mas que ele próprio tinha que enfrentar uma batalha contra um grande exército e não poderia prescindir de nenhum soldado. Os ilergetas implorara por ajuda, uma vez que não tinham outro aliado, afirmando terem sido os únicos a terem permanecido leais à República, motivo pelo qual eram, naquele momento, inimigos de todas as tribos locais. Os legados deixaram o acampamento romano decepcionado com a resposta de Catão. O cônsul não queria desprezar seus aliados, mas também não tinha soldados para a missão, o que fez com que ele planejasse uma forma de dar esperanças aos ilergetas para que lutassem com o moral elevado. Na manhã seguinte, Catão chamou os legados e lhes disse que os ajudaria; mandou um terço de seus soldados se prepararem para partir em dois dias e deu a mesma ordem aos navios. Os legados partiram logo depois de verem os soldados embarcando. Passado algum tempo, Catão mandou que todos desembarcassem.
Catão permaneceu alguns dias reconhecendo os arredores da cidade, analisando as tropas inimigas e treinando seus soldados. Neste período, visitou o acampamento de Marco Hélvio Blasião, que fazia uma parada em sua viagem de volta a Roma protegido por 6 000 soldados emprestados pelo pretor Ápio Cláudio Nero depois da vitória na Batalha de Iliturgi. Como a região a partir dali era segura, Hélvio devolveu os homens a Ápio Cláudio e embarcou para Roma.

### Preparativos para a batalha decisiva
Quando Catão considerou que seus soldados estavam preparados para enfrentar as tropas locais em uma batalha campal, ordenou uma marcha para a castra hiberna, um segundo acampamento situado a 3 000 passos da cidade para o interior, território inimigo, a partir de onde passou a fustigar o inimigo todas as noites, queimando seus campos, saqueando suas colheitas e seu gado. Desta forma, Catão treinava seus soldados e aterrorizava os hispânicos, a ponto de estes se atreverem cada vez menos a sair da cidade. Além disto, Catão ordenou que 300 soldados raptassem um dos sentinelas para que pudessem interrogá-lo.
O exército de Catão, com cerca de 20 000 homens inicialmente (sem contar as baixas na Batalha de Rode), estava em grande desvantagem numérica em relação ao exército hispânico. O exército rebelde que cercava Empório tinha cerca de 40 000 guerreiros, se desfez parcialmente durante a época da colheita, uma oportunidade que Catão aproveitou para atacar o acampamento hispânico. Assim se dirigiu ele a seus homens:
| “ | É chegada a hora que tanto desejaram na qual se apresenta a oportunidade de demonstrarem seu valor. Até este momento, vocês lutaram mais como ladrões do que como guerreiros; agora, em um combate regular, vocês chegarão às mãos do inimigo como inimigos; daqui pra frente não saquearão campos, limparão as cidades de suas riquezas. Nossos antepassados, estando na Hispânia os generais e os exércitos dos cartagineses e não tendo eles próprios nela nenhum soldado, quiseram, ainda assim, que no tratado se acrescentasse essa cláusula: que o rio Ebro seria o limite de seu império. Agora, quando, pelo destino, a Hispânia dispõe de dois pretores, um cônsul e três exércitos romanos, quando há quase dez anos não se vê nenhum cartaginês nestas províncias, perdemos nosso império aquém do Ebro. É necessário recuperá-lo com suas armas e seu valor e obrigar este povo, que é mais corajoso para revolta do que constante para a resistência, a aceitar de novo o jugo que se desfez. | ” |
|   | — Catão, o Velho, citado por Lívio. |   |

### Tática de Catão

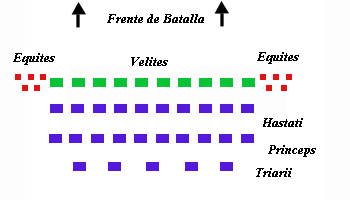
Diagrama de um manípulo clássico, utilizado por Catão

Durante a noite, Catão ocupou a posição mais vantajosa, mantendo uma legião na reserva e posicionando a cavalaria (equites) nos flancos e a infantaria no centro, disposição típica de um "exército manipular" da época republicana. Os manípulo se organizavam em três linhas de batalha distintas (em latim: "triplex acies") baseadas cada uma em um tipo de infantaria pesada: Os hastados, os príncipes e os triários: os primeiros, soldados recobertos por armaduras de couro e couraças. Levavam um escudo de madeira reforçada com ferro, uma espada curta chamada gládio e duas lanças conhecidas como pilo (uma mais pesada e outra, de atirar, mais leve). Os príncipes formavam a segunda linha e lutavam armados e protegidos de forma idêntica aos hastados, mas usavam uma cota de malha mais leve no lugar da couraça mais sólida deles. Atrás deles vinham os triários, também vestidos e armados como os príncipes, mas com uma arma principal chamada pique no lugar dos pilos.
Os guerreiros ibéricos, além de em número superior, contavam também com armas eficazes, como o gládio, a falcata, o soliferro ou o púgio, um punhal que depois foi adotado pelos romanos. Vários historiadores elogiaram a qualidade das armas ibéricas, especialmente das espadas.

### Batalha
Na primeira hora da manhã, Catão enviou três coortes até o fosso do acampamento ibérico, o que assustou os inimigos, que esperavam um ataque por trás. O exército romano estava entre seu próprio acampamento e as forças inimigas, uma manobra utilizada por Catão para garantir que seus soldados lutariam sem deserções. Em seguida, Catão ordenou que as coortes simulassem uma retirada para atrair os ibéricos a uma perseguição desordenada, saindo do perímetro do fosso de seu acampamento. Neste ponto, a cavalaria romana lhes atacou pelo flanco direito, mas foi repelida e se retirou espantada juntamente com parte da infantaria. Para evitar o pior, Catão teve que enviar duas coortes para socorrer os atacantes pela direita, com a missão de chegarem até a posição antes do encontro das linhas principais da infantaria.
O medo provocado pelas tropas hispânicas graças a manobra igualou o medo inicial da cavalaria romana na ala direita. A batalha seguiu parelha enquanto a luta se deu por armas de atirar; no flanco direito, dominavam os iberos, enquanto que, no esquerdo e no centro, se mostraram mais fortes os romanos, que esperavam ainda a chegada de duas coortes da reserva. Com a batalha ainda equilibrada, Catão atacou, à noite, com três coortes da reserva em cunha, o que resultou na formação de uma segunda linha de batalha e na debandada dos ibéricos. Catão então ordenou que a segunda legião, que estava na reserva, atacasse o acampamento inimigo. Esta legião, descansada, se concentrou no fosso do acampamento, a partir de onde os ibéricos se defendiam ferozmente. Finalmente, Catão notou que a resistência era menor na porta da esquerda e ordenou que os hastados e os príncipes da segunda legião que se dirigissem para lá.
Os defensores desta porta não suportaram o assalto e os romanos conseguiram entrar no acampamento. Aproveitando a confusão, o resto da legião liquidou os defensores e os romanos conseguiram uma vitória total. Segundo Valério Antias, os hispânicos sofreram 40 000 baixas nesta batalha. Encerrado o combate, Catão deu descanso a seus homens e pôs à venda o butim amealhado.
Depois da batalha, não apenas os habitantes de Empório se  renderam, mas também o das cidades próximas. Catão as tratou com justiça e chegou a auxiliar algumas delas, permitindo o retorno dos habitantes.

## Fim da guerra na Hispânia Citerior

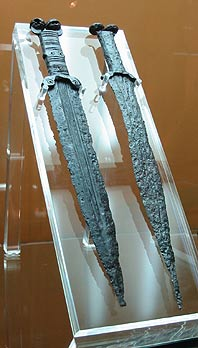
Espadas celtiberas

Com a vitória em Empório, Catão conseguiu pacificar a Hispânia Citerior; por todo o caminho até Tarraco, os romanos foram aceitando a rendição de todas as cidades, que devolviam os romanos que tinham como prisioneiros.
Pouco depois se espalhou a notícia de que Catão estaria marchando com seu exército para a Turdetânia, o que foi aproveitado por alguns povos bergistanos para se revoltarem. Catão aplacou facilmente a revolta por duas vezes, mas não foi tão clemente na segunda e vendeu todos os vencidos como escravos. A tática empregada por Catão nesta ocasião era chegar aos povoados antes do esperado para pegar os revoltosos de surpresa. Finalmente, Catão ordenou que todos os habitantes da província entregassem suas armas, pacificando definitivamente a região.
Catão chamou os representantes das cidades hispânicas da região para aceitassem a medida de forma voluntária e para certificar-se de que não seria possível uma nova revolta contra Roma. Como não houve resposta por parte dos representantes, Catão ordenou que as muralhas de todas as cidades fossem demolidas.

## Guerra na Hispânia Ulterior

### Revolta dos turdetanos
Os pretores Ápio Cláudio Nero e Públio Mânlio estavam na Turdetânia travando a guerra contra os próprios turdetanos e contra os mercenários celtiberos que eles haviam contratado com algum sucesso. Não foram, porém, vitórias complicadas, já que os dois contavam com uma boa quantidade de cavaleiros e legionários veteranos. Porém, posteriormente os turdetanos contrataram mais 10 000 celtiberos e começaram a se prepararam novamente para a guerra.
Depois de sua vitoriosa campanha, Catão levou suas tropas até a Sierra Morena, na Turdetânia, para ajudar Públio Mânlio e Ápio Cláudio, a região onde os turdetanos tinham suas principais minas. Turdetanos e celtiberos, mercenários a serviço deles, estavam acampados separadamente. Inicialmente, ocorreram algumas escaramuças entre romanos e turdetanos, sempre com resultado favorável aos primeiros. Catão enviou tribunos para convencer os celtiberos a se retirarem para suas terras sem batalha ou se unirem ao exército romano, o que lhes valeria o dobro do que haviam pago os turdetanos. Diante da proposta, os celtiberos solicitaram tempo para pensar, mas, chegando os turdetanos à reunião, não se chegou a acordo nenhum. Apesar disso, os celtiberos decidiram por conta própria não se juntarem ao combate. Depois de perderem o apoio militar deles, os turdetanos foram derrotados, o que significou a perda definitiva de suas minas. A partir daí, os turdetanos permaneceram no vale do Guadalquivir, dedicando-se à agricultura e à criação de gado.

### Passagem pela Celtibéria

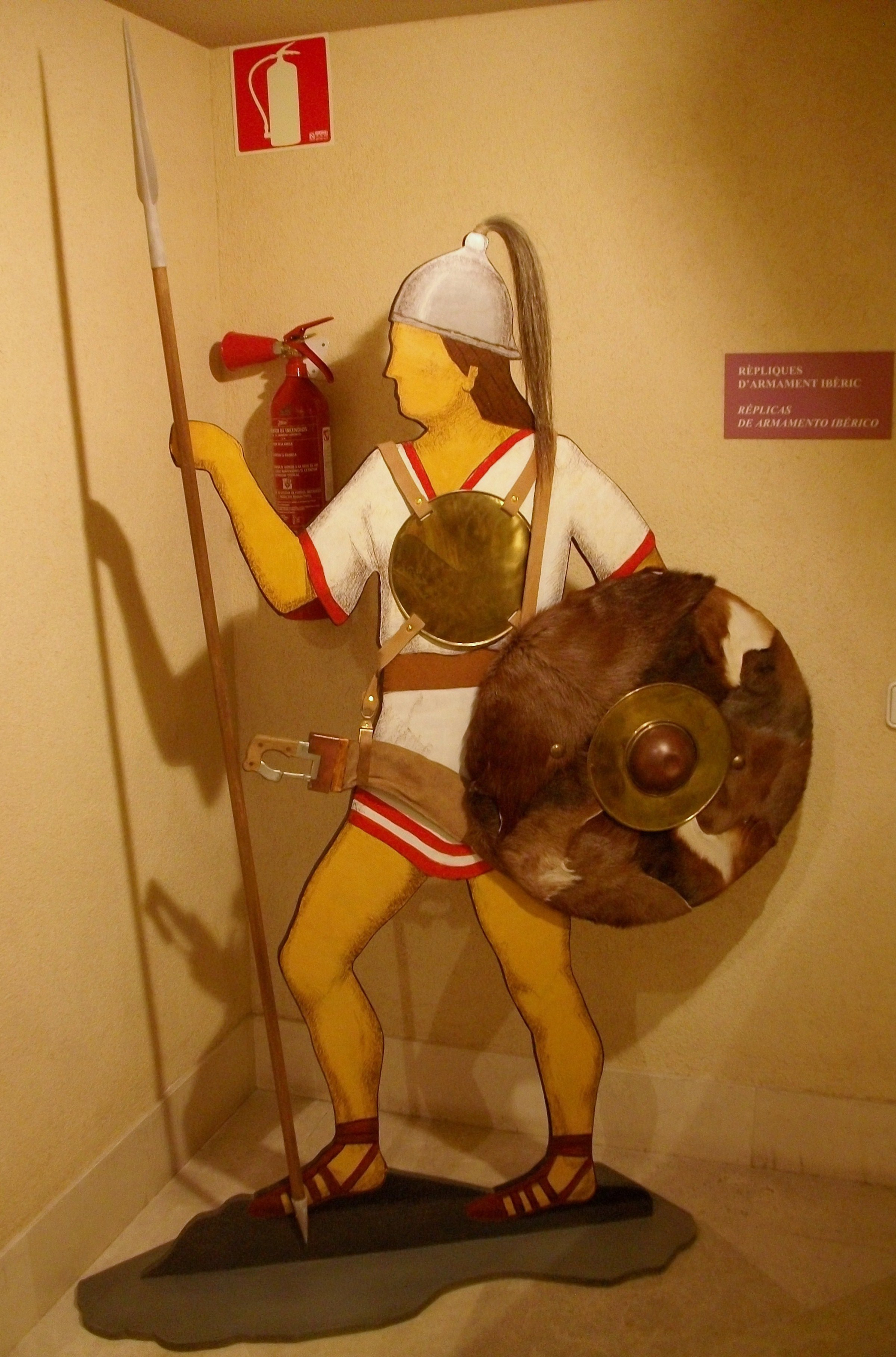
Reconstituição de um típico soldado ibérico

Catão voltou para o norte atravessando a Celtibéria com o objetivo de amedrontar os habitantes e impedir futuras revoltas e também como represália por terem se juntado à revolta dos turdetanos. Ele seguiu para Segôncia, pois havia ouvido que ali seria a cidade onde conseguiria o maior butim e cercou a cidade, mas não teve sucesso por falta de tempo. Depois, marchou para Numância, em cuja vizinhança discursou para seus cavaleiros.
Posteriormente, regressou para a província Citerior deixando parte de seu exército com os pretores depois de ter pago o salário de seus soldados e levando consigo sete coortes.
Ao retornar da Turdetânia, Catão conseguiu a rendição de ausetanos, suessetanos e sedetanos e se aproveitou da insatisfação de seus aliados contra os lacetanos, que os atacaram na ausência dos romanos. Quando o exército romano chegou à cidade dos lacetanos, Catão posicionou parte de suas coortes de um lado e as demais, de outro. Ato contínuo, ordenou que seus aliados, na maioria suessetanos , que atacassem a muralha. Os lacetanos, confiantes de que poderiam derrotar facilmente os suessetanos, abriram uma porta e saíram para enfrentá-los; os suessetanos fugiram e os lacetanos os perseguiram. Neste momento, Catão ordenou que as coortes entrassem no povoado, surpreendendo completamente os inimigos, que se renderam.

## Revolta dos bergistanos
Pacificada a Hispânia Ulterior, Catão marchou de volta para a Hispânia Citerior, chegando ao território dos bergistanos, que haviam se revoltado pela terceira vez e resistiam na fortaleza de Castro Bérgio. Quando Catão chegou, o líder bergistano foi encontrá-lo para dizer-lhe que seu povo ainda era leal a Roma e que eram forasteiros que haviam tomado o controle da cidade e eram hostis aos romanos. Seriam eles também que estavam saqueando a província. Catão então arquitetou um plano para comprovar se os bergistanos eram leais ou não e, ao mesmo tempo, para conquistar a cidade mais facilmente. Ele ordenou então que o líder bergistano e seus seguidores que ocupassem a cidadela quando começasse o cerco romano, ordem que ele cumpriu; os bandidos então se viram cercados e foram derrotados. Depois da batalha, Catão ordenou que os cidadãos que haviam sido leais ao seu plano fossem liberados e que os demais fossem vendidos como escravos. Os forasteiros foram executados.

## Consequências

### Gestão da vitória
Depois de ter sufocada a revolta, Catão voltou sua atenção para a administração da província. Durante seu governo, as receitas aumentaram, especialmente por causa da exploração das minas, principalmente de prata e ferro, além de uma grande quantidade de sal, o que atraiu a atenção de Catão. Aparentemente Catão acreditava que, entre as causas da revolta, estavam os excessivos impostos cobrados dos hispânicos e, por isso, reorganizou a arrecadação para aumentar o percentual que ficaria na própria Hispânia.
Enquanto ainda estava na Hispânia, foram eleitos em Roma o novo cônsul que deveria sucedê-lo, assim como os dois novos pretores. Cipião Africano, um rival de Catão, foi eleito novamente e como pretores, Cipião Násica, para a Hispânia Ulterior, e Sexto Digítio para a Citerior. A intenção de Cipião era que lhe fosse entregue a Hispânia, mas o Senado decidiu mantê-lo na Itália, uma vez que as províncias hispânicas haviam sido pacificadas.
Por conta dos sucessos de Catão na Hispânia, o Senado aprovou três dias de festividades públicas e resolveu também qwue os soldados que haviam lutado na Hispânia durante a revolta recebessem uma licença.
No final de 194 a.C., Catão retornou a Roma com um enorme butim: 25 000 libras e 123 000 peças em bigatos de prata, 540 peças de prata de Osca e 1 400 libras de ouro, todo ele tomado dos povos hispânicos durante a campanha. O Senado lhe conferiu a honra de um triunfo, documentado nos Fastos Triunfais. Catão repartiu parte de seu butim entre os soldados que haviam servido sob seu comando.
A vitória na guerra na Hispânia foi fundamental na carreira de Catão, pois permitiu que ele alcançasse os méritos militares de seus adversários, especialmente Cipião Africano.
Depois que Catão chegou em Roma e os novos pretores assumiram suas novas posições nas províncias, uma nova revolta irrompeu. O pretor Sexto Digítio lutou múltiplas vezes com os sublevados e perdeu metade de suas tropas nos combates.

### Continuação da conquista

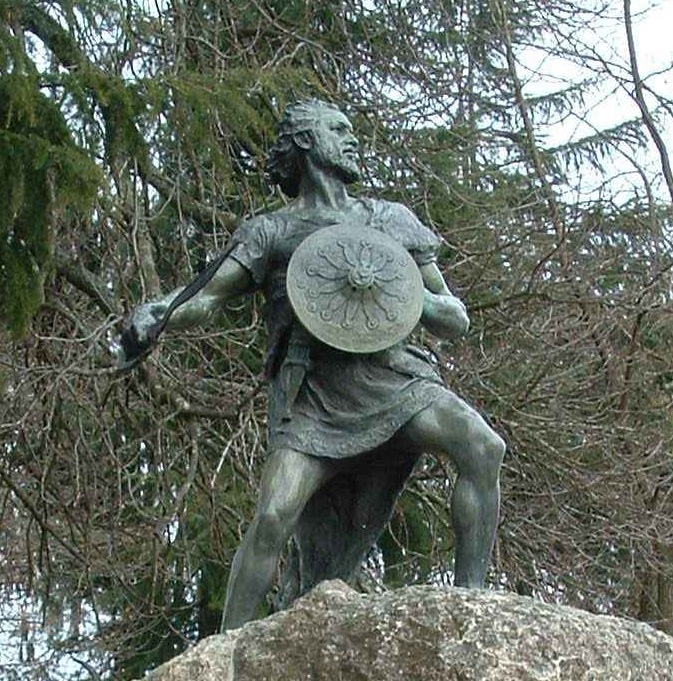
Estátua de Viriato em Viseu, Portugal

#### Celtibéria
Na Hispânia, o processo de conquista continuou depois da campanha de Catão. O procônsul Marco Fúlvio Nobilior enfrentou posteriormente outras rebeliões e Roma iniciou em seguida a conquista da Lusitânia, com duas importantes vitórias: em 189 a.C., a de Lúcio Emílio Paulo Macedônico, e em 185 a.C. a do pretor ou procônsul Caio Calpúrnio Pisão.
A conquista da Celtibéria foi iniciada em 181 a.C. por Quinto Fúlvio Flaco, que venceu os celtiberos e anexou parte de seus territórios, recebendo por isto a honra de uma ovação em 191 a.C.. Apesar disto, a maior parte das operações de conquista e pacificação foram realizadas pelo pretor Tibério Semprônio Graco entre 179 e 178 a.C. Ele tomou cerca de trinta cidades e aldeias utilizando variadas estratégias, se aliando aos celtiberos ou atiçando a rivalidade entre eles e os vascões. Graco fundou sobre as ruínas da antiga cidade de Ilurcis a nova cidade de Graccuris ou Gracurris.

#### Lusitânia
Mais tarde apareceriam problemas na Lusitânia, onde, a partir de 155 a.C., o general Púnico realizou importantes campanhas em território controlado por Roma, saqueando o território da Bética e chegando até a costa do Mediterrâneo tendo os vetões como aliados. Púnico conseguiu grandes vitórias contra os romanos, como a contra os pretores Marco Mânlio e Lúcio Calpúrnio Pisão.
A partir de 147 a.C., a República teve que enfrentar um novo inimigo, ex-pastor de ovelhas Viriato, que tornar-se-ia uma grande dor de cabeça para os romanos, a ponto de receber o apelido de "Terror de Roma". Depois de conseguir fugir do massacre de Sérvio Sulpício Galba em 151 a.C., Viriato se revoltou e conseguiu várias vitórias contra os romanos. Ele conquistou várias cidades, como "Tucci" (provavelmente a moderna Tejada la Vieja), e a região da Bastetânia. Sua revolta só terminou quando Viriato foi assassinado por volta de 139 a.C..

## Fontes

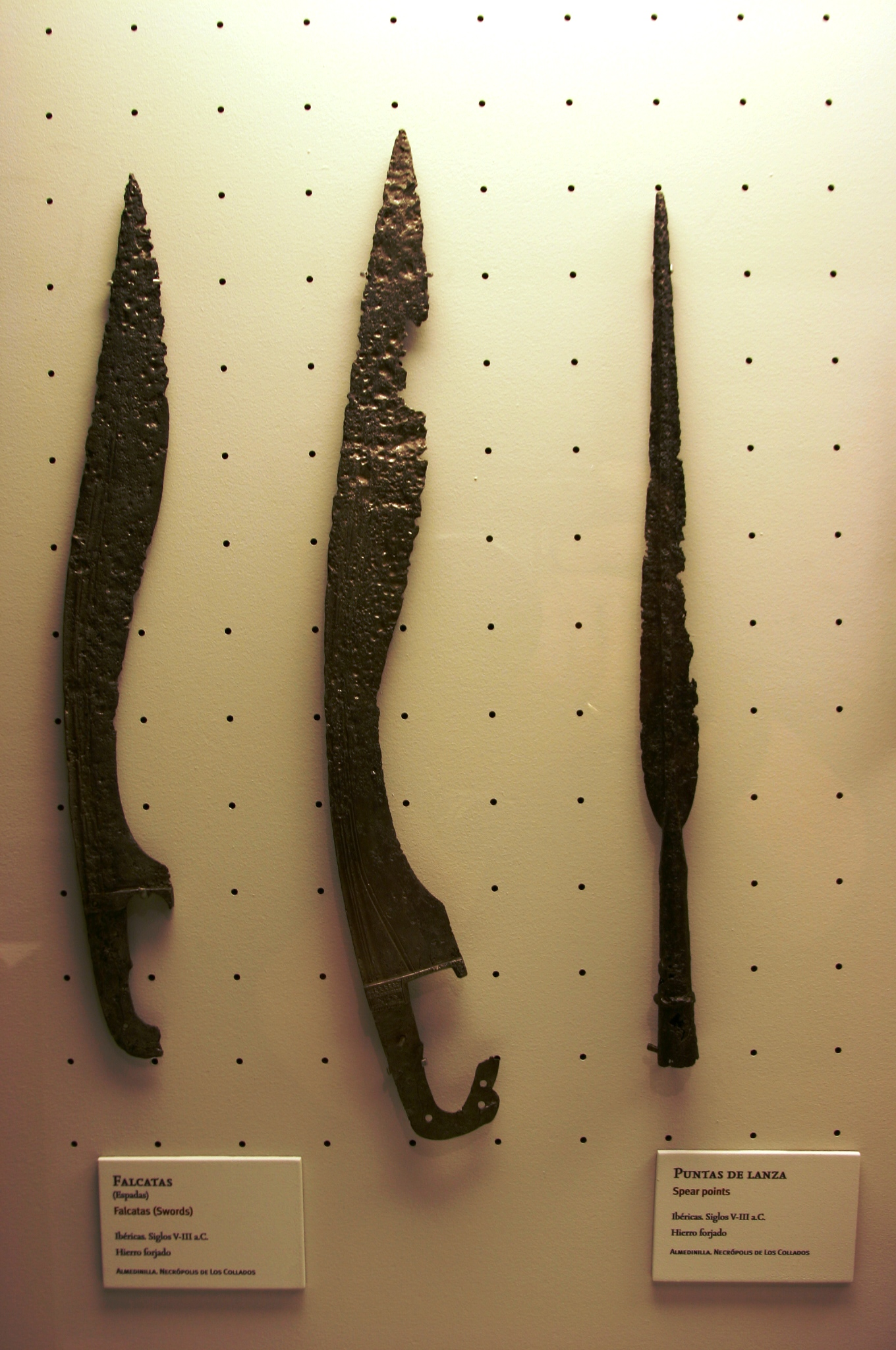
Falcatas e pontas de lança típicas dos ibéricos na época da Revolta Ibérica.
Museo Arqueológico y Etnológico de Córdoba, Espanha.

### Catão
Em seus próprios escritos, Catão soube destacar seus próprios sucessos, especialmente por ter realizado um triunfo. Esta campanha foi a única em sua carreira na qual teve o comando supremo de um conflito militar. Por isto, é lógico que Catão exibisse os galardões de seu sucesso na defesa de seu consulado, especialmente contra as críticas de seus adversários. Toda a narrativa da campanha foi incluída em sua obra posterior, "As Origens", provavelmente no livro quinto, do qual se conservaram apenas alguns fragmentos.

### Plutarco
A biografia de Catão escrita por Plutarco em suas "Vidas Paralelas" ("Cato Maior") é a mais detalhada e a mais influente. Sua fonte foi o próprio Catão, como o próprio Plutarco mesmo indica em vários ocasiões. Ele também se baseou em Políbio, fonte também de Cornélio Nepos, em quem se baseou o próprio Plutarco.

### Apiano
Apiano narra a campanha em sua obra "Ibéria", entre os capítulos 39 e 41. Segundo E. Gabba, Apiano é um autor crível dependendo da fonte utilizada para cada tema. Neste sentido, Apiano parece ter utilizado as fontes mais fiáveis justamente na narração deste conflito. Ele se baseia em grande parte no próprio Catão para narrar os sucessos, mas também se utilizou da obra de Lívio. No capítulo 41, sobre a destruição das muralhas, Apiano aparentemente retoca a versão de Lívio ou se baseou em uma manipulação de um autor posterior

### Lívio
O tratamento dado por Lívio à campanha é o mais extenso e exaustivo de todos os que sobreviveram e é o que serve de referência principal para a narrativa do conflito; cabe destacar neste sentido que vários episódios da guerra só aparecem em sua obra, como a descrição de Empório. Lívio trata Catão, o Velho, de uma forma diferente do resto de sua obra e com uma profusão de detalhes. O relato dos acontecimentos está contido nos libros XXXIII e XXXIV de sua "Ab Urbe Condita". A principal fonte de Lívio foi o próprio Catão e, para assuntos mais gerais, a crônica oficial dos atos do Senado Romano. Lívio, por sua vez, foi a principal fonte de autores posteriores, como foi o caso de Frontino.